# S0-16
S0-16 (lub S14) – gwiazda w konstelacji Strzelca. Spośród gwiazd okrążających obiekt Sagittarius A* (który prawdopodobnie jest supermasywną czarną dziurą leżącą w centrum Drogi Mlecznej) S0-16 zbliża się do niego na najmniejszą odległość, wynoszącą 7 godzin świetlnych (7,6 mld km). Orbita S0-16 jest mocno ekscentryczna, a jeden obieg wokół Sagittariusa A* zajmuje jej ok. 47 lat.
Na podstawie obserwacji ruchu gwiazd okrążających Sgr A* można obliczyć przybliżoną masę centralnego obiektu, która wynosi około 4,5 mln mas Słońca. 
Promień orbity S0-16 jest około 600 razy większy od promienia horyzontu zdarzeń czarnej dziury Sgr A*.